# Syre
Syre (Schots-Gaelisch: Saghair) is een dorp in de Schotse lieutenancy Sutherland in het raadsgebied Highland.